# 大津市立富士見小学校
大津市立富士見小学校（おおつしりつ ふじみしょうがっこう）は、滋賀県大津市富士見台にある公立小学校。

## 沿革
高度経済成長で宅地建設が盛んになり、人口の急増によって膳所・晴嵐両小学校では児童の対応が不可能になり新設された。はじめは「大津市立山手小学校」と仮称されていたが、公募によって「大津市立富士見小学校」に決定。開校当初は市内で唯一の鉄筋コンクリート4階建ての学校であった。
- 1973年（昭和48年）
  - 4月1日 - 大津市立膳所小学校、大津市立晴嵐小学校から分離して開校。
  - 4月9日 - 開校式挙行。
  - 10月9日 - 竣工式挙行。
- 1999年（平成11年）8月 - 運動場拡張工事完了。
- 2010年（平成22年）
  - 6月 - 普通教室校内LAN工事完了。
  - 10月 - 校舎耐震工事完了。
- 2012年（平成24年）1月 - 正門下歩行者用信号機設置。
- 2013年（平成25年）5月 - 創立40周年記念航空写真撮影実施。
- 2018年（平成30年）3月 - 大規模改修工事竣工。
- 2022年（令和4年）11月15日 - 創立50周年記念航空写真撮影実施。

## 通学区域
- 秋葉台、富士見台、若葉台、美崎町、北大路三丁目、園山二丁目、園山三丁目、膳所上別保町、膳所雲雀丘町、膳所平尾町[2]。

## 進学先中学校
- 卒業後は基本的に大津市立北大路中学校に進学する。

## 周辺
- 大津市立富士見幼稚園 - 進学前幼稚園のひとつ。
- 名神高速道路 - ただし、インターチェンジは近くには無い。

## アクセス
- 帝産湖南交通120系統ヤケノ線「焼野口」バス停から、徒歩約215m・約3～4分。
- JR東海道本線石山駅・京阪石山坂本線京阪石山駅から、上述の帝産湖南交通ヤケノ線「焼野口」バス停まで行き、下車後徒歩。

## 著名な卒業生
- 木川剛志 - 研究者、和歌山大学教授（※京都市立翔鸞小学校から転入）